# Jimmy Ruffin
Jimmy Lee Ruffin (Collinsville, 7 maggio 1936 – Las Vegas, 17 novembre 2014) è stato un cantante statunitense.
Era il fratello di David Ruffin, membro dei The Temptations. Tra i suoi brani più conosciuti vi sono What Becomes of the Brokenhearted e Hold On (To My Love).

## Discografia
Album
- Jimmy Ruffin Sings Top Ten (1967)
- The Jimmy Ruffin Way (1967)
- Ruff 'n' Ready (1969)
- The Groove Governor (1970)
- I Am My Brother's Keeper (1970, con David Ruffin)
- Jimmy Ruffin ... Forever (1973)
- Greatest Hits (1974)
- I've Passed This Way Before (1974)
- Sunrise (1980)
- The Ultimate Motown Collection (2003) (2 CD)
- There Will Never Be Another You (2012)